# Стетсонский университет
Стетсонский университет (англ. Stetson University) — частный университет в Центральной Флориде, США. Основан в 1889 году на средства фабриканта ковбойских шляп Джона Б. Стетсона.

## Структура и обучение
В состав университета входят:
- Колледж искусств и наук
- Колледж права
- Школа делового администрирования
- Консерватория

Университет аккредитован Комиссией по колледжам Южной ассоциации колледжей и школ.
В университете выпускают специалистов более 60 специальностей, в том числе искусств, наук, музыки, делового администрирования. Аспирантура и докторантура предлагает научные степени в области юриспруденции, международного права и бизнеса.
Стетсонсткий университет предлагает программы обучения за рубежом в ряде университетов Испании, Франции, Германии, Мексики, Англии, Шотландии, России, Австрии и Китая.
В университете существует около 20 почётных научных и профессиональных организаций, а также более 100 студенческих братств, в том числе ΦΒΚ (Phi Beta Kappa Society); Модель ООН; ΑΚΨ (Alpha Kappa Psi) — старейшее и крупнейшее экономическое братство; философский клуб; ΟΔΚ (Omicron Delta Kappa) — национальное братство администраторов; Poetry at an Uncouth Hour (клуб чтецов); Touchstone (студенческий литературный журнал) и многие другие.

## Спортивная жизнь Стетсонского университета
Университет входит в Национальную ассоциацию студенческого спорта.
Спортсменов университета называют Hatters (рус. «Шляпники»), они защищают честь университета на чемпионатах в конференции Atlantic Sun Conference.

## Известные выпускники
- Евгений Стариков — американский футболист русского происхождения
- Джордж Уинстон — американский пианист

## Общежитие
В отличие от других американских университетов, в общежитиях Стетсонского университета разрешено проживание с домашними животными. Это было сделано для того, чтобы «домашние животные помогли студентам адаптироваться в новой среде обитания и напоминали о доме, к которому они привыкли».